# Karel van Mander den äldre

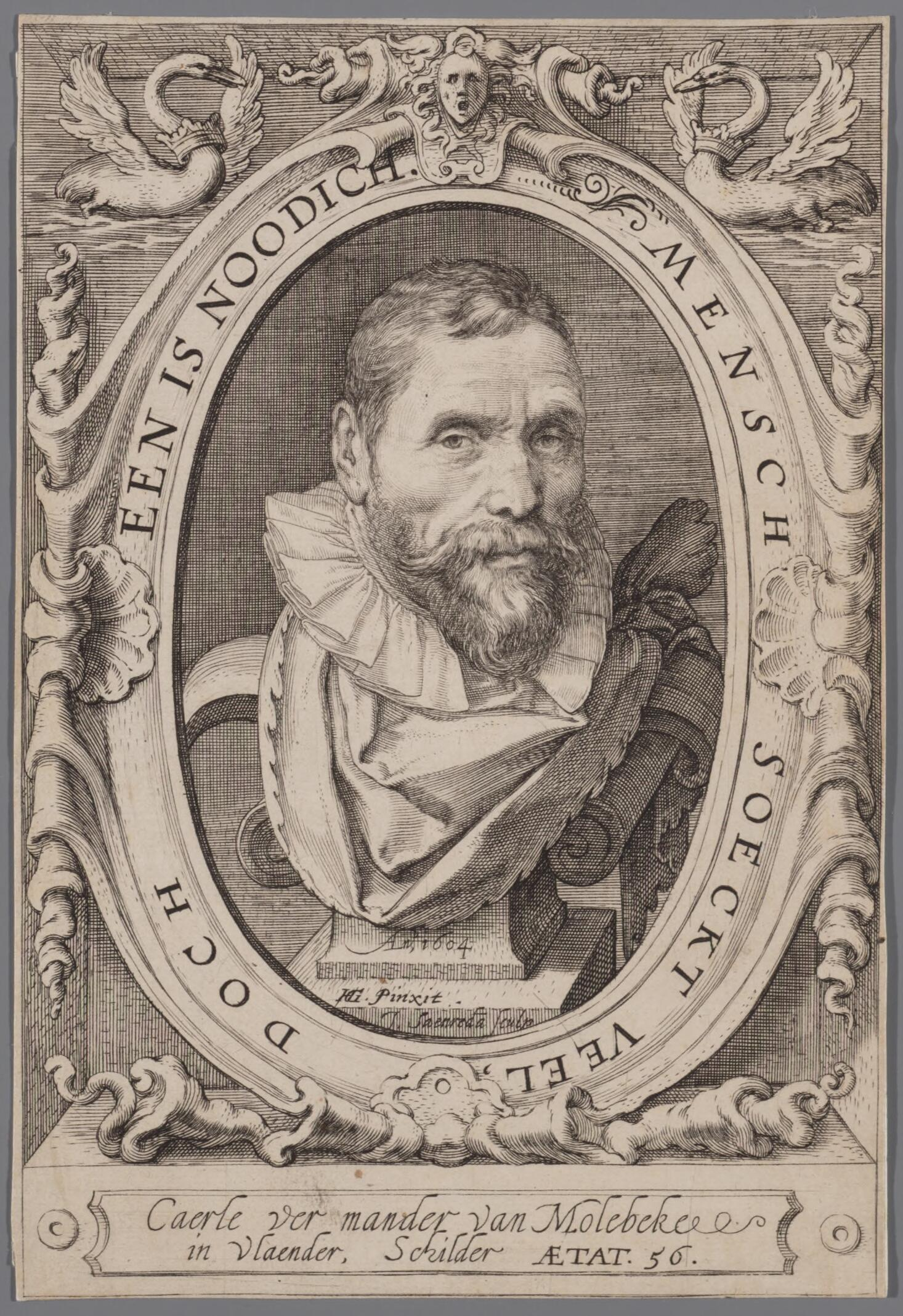
Karel van Mander den äldre.

Karel van Mander I (nederländska: Carel van Mander), född i maj 1548 i Meulebeke, död 11 september 1606 i Amsterdam, var en flamländsk författare och målare som skrev konstnärsbiografier. Hans mest omtalade verk är Levensbeschrijvingen van antieke, Italiaanse, Nederlandse en Hoogduitse schilders uit zijn Schilder-boeck (Haarlem, 1604).
Karel van Mander den äldre skall ej förväxlas med sin son Karel van Mander den yngre eller sonson med samma namn, vanligen kallad Karel van Mander III.